# مورتاس
بلدية مورتاس (بالإسبانية: Murtas) هي بلدية تقع في مقاطعة غرناطة التابعة لمنطقة أندلوسيا جنوب إسبانيا.

## الديموغرافيا
بلغ عدد سكان بلدية مورتاس 648 نسمة عام 2011 (وفقاً للمعهد الوطني الإسباني للإحصاء).
| 906 | 834 | 706 | 741 | 742 | 682 | 648 |